# Vladímir Aleksándrov (físico)
Vladímir Valentínovich Aleksándrov (en ruso: Владимир Валентинович Александров; nacido en 1938) fue un físico soviético que creó un modelo matemático para la teoría del invierno nuclear. Desapareció el 31 de marzo de 1985 mientras se encontraba en Madrid (España) para asistir a la II Conferencia Internacional de Municipios y Zonas No Nucleares celebrada en Córdoba, y su destino final permanece desconocido aunque sujeto a especulaciones. Una de sus últimas publicaciones fue El hombre y la biosfera, sobre la cual se dice que trazaba la tendencia cambiante en la ciencia del invierno nuclear y de la cual fue coautor junto a Nikita Nikoláievich Moiséyev y Aleksándr Mijáilovich Tarko.
Los últimos instantes de su vida están envueltos en contradicciones. Cuando en 1986 los periodistas interrogaron sobre el asunto a sus conocidos en Madrid, estos dieron diferentes versiones acerca de cuánto se habría resistido al ser conducido a la embajada soviética.
En 2016, el periodista estadounidense Andrew Revkin declaró: «Es casi seguro que está muerto... Esto no fue solo, ya sabes, ciencia climática de chuparse el dedo. Estaba en medio de una guerra –una larga Guerra Fría– y hubo cadáveres».

## Área de investigación
Según un informe técnico del FBI, Aleksándrov era un matemático especializado en ciencias de la computación. Enfocado originalmente en la dinámica de gases y la mecánica del plasma, en 1976 se le ordenó dirigir sus investigaciones hacia la climatología. A finales de la década de 1970 fue asignado al laboratorio de física computacional aplicada a la climatología del Centro de Computación Dorodnitsyn, trabajando con el profesor Nikita Moiséyev y Aleksándr Tarko. Enviado a los Estados Unidos en virtud de un acuerdo de intercambio para la investigación, estudió en el Centro Nacional de Investigación Atmosférica en 1978, 1980 y 1982, lo cual le dio acceso a la supercomputadora Cray-1. En 1983, Yevgueni Vélijov dispuso que trabajase en escenarios de invierno nuclear encabezando un equipo ad hoc de 20 científicos.
Pionero en el modelado del clima global, en 1982 presentó una solución matemática a la baroclinia. Al año siguiente, con Gueorgui Lvóvich Stenchikov, utilizó dicho modelo para calcular las consecuencias de una guerra nuclear y las posibilidades de un invierno nuclear. Sin embargo, Richard P. Turco y  Starley L. Thompson, dos importantes figuras en el desarrollo de escenarios de invierno nuclear, describieron el modelo de Aleksándrov y Stenchikov como «una obra muy débil» y «una interpretación primitiva de un modelo estadounidense obsoleto». Más tarde matizarían estas «duras» críticas y en su lugar aplaudieron el avanzado trabajo de Aleksándrov, manifestando que el modelo soviético compartía las debilidades de todos los demás.

## Desaparición
Se desconoce tanto cómo desapareció Aleksándrov como qué le sucedió después, pero se han propuesto varias teorías. De acuerdo a un artículo de la revista Time de octubre de 1985, las principales consideraciones en el asunto eran que «el misterio de su desaparición se había visto agravado por las sospechas de algunos científicos occidentales de que Moscú promovía el escenario del invierno nuclear para dar a grupos antinucleares en los Estados Unidos y Europa munición fresca contra la acumulación de armas por Estados Unidos», y que otros «especulan que Aleksándrov estaba planeando renunciar al concepto de invierno nuclear y podría haber sido secuestrado por el KGB. Según otra teoría, el físico desertó a Occidente».
Aleksándr Levakov sugirió que su trabajo de supercomputadora sobre el invierno nuclear era vergonzoso tanto para la Unión Soviética como para los Estados Unidos. Según el Archivo Mitrojin, durante una conferencia en 1987 el jefe del Primer Alto Directorio del KGB Vladímir Kriuchkov acusó al Director Adjunto de la CIA Robert Gates de haber secuestrado a Aleksándrov y de estar reteniéndolo contra su voluntad.[cita requerida] Andrew Revkin asume que era un espía, aunque sin tener claro si estaba a sueldo de la URSS, EE. UU., o de ambos.
Sus colegas estadounidenses consideraban que su trabajo sobre modelos computacionales del invierno nuclear se encontraba en una posición extrema, una posición que se adhería a la línea del PCUS en aquel momento y que, en privado, supuestamente reconocía que era un sinsentido. Aquellos mismos colegas también destacaron la poco ortodoxa negativa por parte de la agencia de visados de los Estados Unidos de concederle acceso a las supercomputadoras de doble uso, una negativa que se produjo después de sus bromas de decir nombres al azar en relación con cómo podía acceder libremente a la codiciada Cray X-MP en el Laboratorio Nacional Lawrence Livermore, y una negativa que probablemente fuese un factor clave en su caída en desgracia respecto al establishment soviético. Meses antes de su desaparición, además, se detectó un intento desde Moscú de «telefonear»/acceder desde internet a la mencionada computadora estadounidense.
Al enterarse de que el caso de la persona desaparecida aún no había trascendido en Madrid, los investigadores de la teoría del invierno nuclear, y en particular el equipo estadounidense que incluía a Alan Robock, pactaron no dar la alarma porque pensaron que era posible que hubiera desertado a Occidente. Más tarde, Robock se arrepentiría de haber tomado esa determinación, al entenderla como una oportunidad perdida de buscar a Aleksándrov antes de que las pistas se enfriasen.